# US Open de 1973
O US Open de 1973 foi um torneio de tênis disputado nas quadras de grama do West Side Tennis Club, no distrito de Forest Hills, em Nova York, nos Estados Unidos, entre 27 de agosto a 9 de setembro. Corresponde à 6ª edição da era aberta e à 93ª de todos os tempos.

## Finais

### Profissional
| Categoria | Evento    | Campeã(s)(o/ões)               | Vice-campeã(s)(o/ões)         | Resultado               | Chave(s)  | Chave(s)       |
| --------- | --------- | ------------------------------ | ----------------------------- | ----------------------- | --------- | -------------- |
| Simples   | Masculino | John Newcombe                  | Jan Kodeš                     | 6–4, 1–6, 4–6, 6–2, 6–2 | principal | qualificatório |
| Simples   | Feminino  | Margaret Court                 | Evonne Goolagong Cawley       | 7–6, 5–7, 6–2           | principal | qualificatório |
| Duplas    | Masculino | Owen Davidson John Newcombe    | Rod Laver Kenneth Rosewall    | 7–5, 2–6, 7–5, 7–5      | principal | principal      |
| Duplas    | Feminino  | Margaret Court Virginia Wade   | Rosie Casals Billie Jean King | 3–6, 6–3, 7–5           | principal | principal      |
| Duplas    | Misto     | Billie Jean King Owen Davidson | Margaret Court Marty Riessen  | 6–3, 3–6, 7–6           | principal | principal      |

### Juvenil
| Categoria | Evento    | Campeã(s)(o/ões) | Vice-campeã(s)(o/ões) | Resultado     | Chave(s)  | Chave(s)       |
| --------- | --------- | ---------------- | --------------------- | ------------- | --------- | -------------- |
| Simples   | Masculino | Billy Martin     | Colin Dowdeswell      | 4–6, 6–3, 6–3 | principal | qualificatório |